# Snowsnaps’ Winterspiele
Snowsnaps’ Winterspiele (Originaltitel Les Mini-Tuques) ist eine kanadische Animationsserie aus dem Jahr 2018. Die Erstausstrahlung im deutschsprachigen Raum erfolgte am 25. Dezember 2018 auf KiKA. Die Hauptzielgruppe sind Kinder im Vorschulalter.

## Handlung
Die Hauptdarsteller der Serie sind die vier Kinder Jonas (im Original Tomas), Kiki, Sami und Nele (im Original Violet), die während des Winters jeden Tag zusammen draußen im Schnee spielen. Dabei denken sie sich die verschiedensten fantasievollen Abenteuer und Rollenspiele aus. Jedes der Kinder hat dabei eine hervorstechende Eigenschaft: Jonas ist der eher ängstliche Typ, Kiki die Ehrgeizige, Sami der Coole und Nele die Kreative.

## Synchronisation
| Rolle       | Englischer Sprecher    | Deutscher Sprecher      |
| ----------- | ---------------------- | ----------------------- |
| Jonas/Tomas | Brandon Lising         | Paul Ascher             |
| Kiki        | Ella Rose Codere       | Xara Eich               |
| Sami        | Kimia Esfahani         | Hans Heinrich Hünnebeck |
| Nele/Violet | Satine Scarlett Montaz | Hannah Stavenhagen      |

## Hintergrund
Die Serie basiert auf dem französisch-kanadischen Kinderfilm Der Schneeballkrieg (1985, nach dem Buch The Dog Who Stopped the War von Roger Cantin und Danyèle Patenaude) und dessen animiertem Remake Snowtime! (2015).